# أيج أوف إمبايرز 3
عصر الإمبراطوريات الجزء الثالث (نقحرة: آيج اوف إمبايرز 3) (بالإنجليزية: Age of Empires III) هي لعبة فيديو استراتيجيّة لحظيّة طُوّرت من قبل استيديوهات مايكروسوفت إنسمبل كوربوريشن ونشرتها مايكروسوفت جيم ستوديو أما نسخة الماك للعبة طورتها ونشرتها استيديوهات ماكسوفت جيمز. وهي الجزء الثالث من سلسلة ألعاب عصر الإمبراطوريات وتُعتبر تتمة للجزء السابق لها عصر الملوك. وقد صدرت نُسخة الـPC في أمريكا بتاريخ 18 أكتوبر 2005 وفي أوروبا بتاريخ 4 نوفمبر 2005، في حين أنّ نسخة الماك صدرت في أمريكا تاريخ 21 نوفمبر 2006 وفي تاريخ 29 سبتمبر 2006 صدرت في أوروبا.
تُصوّر اللعبة فترة الاستعمار الأوروبي للأمريكيتين بين أعوام 1492 حتى 1850 للميلاد، ويستطيع اللاعِب اللَعِبَ بثمانية حضارات أوروبية موجودّة داخل اللُعبة. طُوّر هذا الجُزء من السلسلة وأُضيفَ له العديدُ من الميّزات الجديدة. ويُذكَر أنّه قد صَدر لاحِقاً حزمتان توسيعيتان للعبة، الأولى هي قادة الحرب وصدرت في 17 أكتوبر 2006 وشملت على ثلاثِ حضارات أصليّة في أمريكا، وتوسّع الخطُ الزمني ليَصل لعام 1876. والحزمة الثانية هي السلالات الآسيوية وصدرت في 23 أكتوبر 2007 وأُضيفَ إليها ثلاثُ حضاراتٍ آسيوية جديدة. كما صَدرت تعديلاتٌ غير رسميّة للعبة مثل تعديل عصر نابليون التي احتوت على ميّزات إضافية.
بحلولِ عام 2008، تمّ بيع أكثر من مليونَي نُسخة من اللعبة، وتلقّت تقييماتٍ إيجابيّة من النُقّاد، كما حازَت على عددٍ من الجوائز مثل جائزة موقع GameSpy لأفضل لعبة إستراتيجية لحظية لعام 2005، وكانت واحدة من أكثر الألعاب مبيعاً في نفس العام. , في عام 2007 تراجَع ترتيب اللعبة لتصبِح اللعبة الثامنة في أكثر الألعاب مبيعاً مع أكثر من 313,000 نسخة مُباعة حول العالم.

## أسلوب اللعب

### الوصف
يبدأ اللاعِب باللعب مع مركز للمدينة مبنيّ مُسبقاً أو عربة يستطيعُ من خِلالها بناء مركز المدينة، بالإضافة إلى مُستكشفٍ للأراضي وبضعة مواطنين -عدد المواطنين يعتمد على الحضارة التي يُلعَب بها-. على اللاعب استكشاف الخريطة والشروع في جَمع الموارد المستخدمة لبناء وحدات إضافية أو لترقية المباني وزيادَة الإنتاجيّة. إنّ بناءَ وحداتٍ جديدة أو ثكناتٍ عسكريّة أو قتل للأعداء... إلخ، جَميعُها تُكسب نقاط خبرة للاعب. بالإضافة إلى نقاطِ الخبرة هناك أيضاً بطائق شحن للاعبين تأتي من المدينة الرئيسيّة وهي جوائِز قد تتضمن وحدة من الوحدات أو تطوير ما أو موراد إضافيّة. نظام اللُعبة مُشابِه لنظام الألعاب الأستراتيجية الأُخرى حيثُ يتحتّم على اللاعِب القضاء على أعدائه ليفوزَ في المستَوى، والقضاء على الأعداء يحدث عندما يقتُل اللاعِب جميع المواطنين بغضّ النظر عن المباني المتبقية والثكنات العسكرية.
يستطيعُ اللاعِب في اللُعبَة الانتقال خلال العصور والحقب الزمنية المختلفة التي تمثل الفترات الزمنية التاريخية، وهذا يُوفّر تطوريات جديدة للمباني والثكنات العسكريّة والوحدات الأخرى. العصرُ الأوّل في اللعبة هو عصر الاستكشاف والتنقيب في الأراضي الأمريكية من قِبَلْ الأوروبيين، وتسمَح هذه الحقبة للاعبين باكتشاف وتطوير اقتصادهم؛ أمّا العصر التاريخي الثاني هو عصر الاستعمار الأوروبي للأمريكيتين الذي يُمثل التوسّع الأوروبي في «العالم الجديد» ويفتح الوحدات العسكرية؛ وثالِثُ الحقب الزمينة المتواجدة في اللعبة هو عصر التحصين الذي يُمثل تحصين المُستعمرات الأوروبيّة عن طريق فَتح الحصون والقلاع واكتمال بناء الجيوش؛ ثم يأتي بعد ذلك عصر الثورة الصناعية والذي يستطيع اللاعب من خلاله بناء المصانع المُتقدّمة التي تستطيع صُنعَ الموارد تلقائياً وتُفتح للاعِب جميع الوحدات العسكرية والبحرية؛ وأخيراً عصر الأمبريالية الذي يفتح للاعب جميع المباني وتطويراتها ويسمح له بإرسال الوحدات والموارد. ولينتَقل اللاعِب من عصرٍ لآخر فهوَ بحاجة إلى الذهب والمواد الغذائية، ما عدا عصر الاستعمار الذي يُكلّف فقط 800 من المواد الغذائية. وكلما أرادَ اللاعِب الانتقالَ إلى عصرٍ جديد تزيدُ قيمة التطوير، فقيمة الانتقال إلى العصر الجديد تدريجية إلّا أنها ثابتة في جميع الحضارات.
على غرار لعبة عصر الأساطير فإن هذه اللُعبة تستخدم نظام لمنح مكافآت على التقدم الناجح لعصر آخر. عندما يختارُ اللاعِب الانتقال إلى العصر التالي يُعطى من شعبه خيارين أو أكثر يُقدّم كل خيار منهم مكافأة مختلفة. ويعطي كل شخص مكافأة بحسب خبرته، على سبيل المثال عالِم الطبيعة يُعطي اللاعب أربع بقرات.

### الشعوب والحضارات
تسمح اللُعبَة للاعبين باللعِب بثمانِ حضارات مختلفة هي: الإسبانية، البريطانية، الفرنسية، البرتغالية، الألمانية، الروسية، الهولندية، والعثمانية. كُل شعبٍ من هذه الشعوب الثمانية لديه مميزاته وعيوبُه ومبانٍ خاصّة به موجودة فقط في حضارته. وهناك وحدات عسكريّة مُختَلِفة لكُلّ حضارة ووحدات خاصة كالحرَس الملكي، ويتلقى اللاعب مكافآت أكبر كُلّما قامَ بتطوير الوحدات العسكرية إلّا أن المبلغ يَرتفع كلما تقدّم في المُستوى أكثر. واللاعِبُ أيضاً يستطيع تغيير اسم المدينة واسم القائد العسكري، ويكونُ اسم قائد المدينة الاسمَ الحقيقيّ في تِلكَ الحُقبَة الزمنية، على سبيل المثال: نابليون بونبارت للحضارة الفرنسية، سليمان القانوني للحضارة العثمانية، وإيفان الرهيب للحضارة الروسية. بالإضافة إلى أنّ كُلَّ حضارةٍ لديها شحنات خاصة بها تساعِدُها على تطوير الاقتصاد وتطوير الجيش والمبانِ الأُخرى، فمثلاً الحضارة العثمانية قادِرَة على طلب شحنةٍ من الذهب لها ولحلفائها.
وهناكَ شعوبٌ أُخرى ثانويّة يُمكِنُ للاعِب اللَعِبَ بها بواسطة الحملات العسكرية، وتشمل على: فرسان القديس يوحنا، ومرتزقة جون بلاك، والولايات المتحدة الأمريكية، وتتواجَد هذه الشعوب ضِمنَ الحضارات الإسبانية والألمانية والبريطانية على التوالي مع تعديلات طفيفة لِكُلّ حضارَة. القراصنة وحلقة أزوز والسكان الأصليون في أمريكا هم شعوبٌ غير قادر اللاعِب على اللعب بها على الرغم من قدرة اللاعب على اللعب بها عبر محرر السيناريو.
وهناكَ اثنا عشر قبيلة من الهنود الحمر في اللُعبةِ أيضاً، إلّا أنه لا يُمكِن اللعب بها. ومع ذلك يمكن للاعبين الحصول على وحدات فريدة من نوعها وتطويرها من خلال تشكيل تحالف مع القبائل عن طريق بناء طريق تجاري في مخيماتهم. أما بالنسبة للقبائل الاثنا عشر الموجودة في اللعبة هي: قبلية الآزتيك، قبلية الكاريب، قبلية شيروكي، قبلية كومانشي، قبلية الكري، قبلية الإنكا، قبلية الإيروكواس، قبلية اللاكوتا، قبلية المابوتشي، قبلية المايا، قبلية النوتكا، قبلية السيمينول، وقبلية توبي. وثلاثة من هذه القبائل يستطيع اللاعب اللعب بها في الحزمة التوسّعية للعبة قادة الحرب وهي: قبلية الإيروكواس، وقبلية اللاكوتا -تحت اسم سو-، وقبيلة الآزتيك. في الحزمة التوسيعيّة الثانية للعبة السلالات الآسيوية تم إضافة تلك القبائل للعبة بالإضافة إلى ثلاث حضارات آسيوية جديدة، هذه الحضارات الجديدة هي: الحضارة الهندية، الحضارة اليابانية، الحضارة الصينية. وفيما يلي الحضارات التي يستطيع اللاعب اللعب بها وبعض المميزات لكل حضارة:
- الإمبراطورية الإسبانية (قائدتهم الملكة إيزابيلا الأولى): يتميز الإسبانيّون بأن شُحناتهم من مَدينتهم الأم تصل أسرَع من غيرهم، ويحصلون على وحدات عسكريّة أكثر من غيرهم في بداية اللعبة. ويمكن للمستكشف الإسباني تدريب كلابٍ للحرب في فترة عصر الاستكشاف عندما لا يكون هناك جنود مدرّبون. ووحداتهم الخاصة هي: المبارزون، والفُرسان الرمّاحون، والمُبشّرون. وأفضل ما لديهم من الوحدات هُم: المبارزون، والفرسان الرمّاحون، وحاملوا الرماح. كذلك فإن الحضارة الإسبانية هي الوحيدة التي تستطيع تطوير حاملي الرِماح بعدَ مرتبة الرمّاح المُخضرَم.
- الإمبراطوريّة البريطانية (قائدتهم الملكة إليزابيث الأولى): ليسَ هُناكَ منازِلٌ في الحضارة البريطانيّة كما في باقي الحضارات، بل هُناك ما يُعرَف بـ الإقطاعيّات، وتكلفتها أغلى بـِ 50% من المنازِل العاديّة، ولكنها تُخرج مواطناً جديداً مجاناً عند انتهاء البناء. ووحداتهم الخاصة هي: حاملوا السهام الطويلة الذي يملِك أطول مدى إصابة في اللعبة، وصواريخ كنغرف. وأفضل ما لديهم من الوحدات: الجندي البريطاني، والملك هوسار. الحضارة البريطانية تُركّز أكثر على اقتصادها، وبمجرد أن يكون لديها موارد كافية تستطيع إنتاجَ الوحدات العسكريّة بمعدّلٍ ثابت.
- الإمبراطوريّة الفرنسية (قائدهم نابليون بونبارت): يتميز الفرنسيون بأن مُزارعيهِم يَحمِلونَ بنادِقهُم الخاصّة ليكونوا بمثابَة القوّة الاقتصادية والعسكرية، إلا أنها مكلفة أكثر. ويمكنهم التحالف مع سكان الأرض الأصليين بسرعة أكبر من غيرهم. ووحداتهم الخاصة هي: الفارس المدرع، والصيادين. وأفضل ما لديهم هو: الفارس المُدرّع الذي يُعتَبر أقوى فُرسان اللُعبة، والمُدافعونَ المناوشون. ومن المثير للاهتمام أيضاً أنه على الرغم من أن علم الحضارة الفرنسية يُمثل النظام الملكي الفرنسي -عائلة بوربون وقائدهم نابليون- فلم تكن تلك العائلة حاكمة فرنسا في عام 1804 أي في زمن وقوع اللعبة. والعلم في اللعبة هو العلم العادي الأزرق ذي الزنابِق الثلاث.
- الإمبراطوريّة البرتغالية (قائدهم هنري البحار): الحضارة البرتغالية تحصل على عربة جديدة في كُلّ عصرٍ تستطيع من خلالها بناء محافظة جديدة. وهذه الحضارة تملك خدمات استكشاف إضافية كخيارات شحن المستكشفين الإضافيين والمنظار الذي يملك القدرة على رؤية واستكشاف الأراضي الغير مستكشفة. ووحداتهم الخاصة هي: المدفَع المُتعدّد الفوّهات، والكاسادور وهو نوعٌ من جنودِ المُشاة يملكون قوّة كبيرة في الهجوم إلا أنه ضعيفون في الدفاع. وأفضل وحداتهم هي: الفرسان المسلحون، والجنود المسلحون.
- الإمبراطوريّة الهولندية (قائدهم موريس): تكلفة المواطِن الهولندي عبارة عن نقود وليس غذاء كباقي الحضارات، مما يجعلها تعتمد على هذا المورد اعتماداً كلياً. ووحداتهم الخاصة هي: فرسان رويتز، والسُفن الحربيّة، والسُفراء وهم وحداتٌ مُفيدَةٌ جدّاً في بدايَة اللُعبة لأنّ الخَصم لا يُهاجِمهم تلقائياً بل يجب عليه إيجادُهم حتّى يقضي عليهم. وأفضل ما لديهم هم: فُرسان رويتز وتُعتَبر تَكلُفة إنتاجِهم رخيصَة جدّاً مقارَنةً بالفُرسان في باقي الحضارات وتُشكّل قوة قويّة إذا كانوا في مجموعاتٍ كبيرة، وجنود ناسو المُدرّعين وفترَةُ إنتاجِهم بطيئة ولكنّهم يُسبّبون ضرراً كبيراً للخصم.
- الإمبراطورية الروسية (قائدهم إيقان الرهيب): يتميّز الروس بأنه يُمكنهم تدريب وحدات المشاة والمزارعين على شكل مجموعات، وبالتالي الحصول على قوى عسكريّة كبيرة في بدايَة اللُعبَة. كما أنهم يملكون أسرع إنتاج للمواطنين في اللعبة خلال 18 ثانية تقريباً. أمّا وحداتهم الخاصة فهي: قوات ستريليتس، والقوازق، وفُرسان أوبريتشنيك. وأفضل ما لديهم هم: رُماة السهام، ورُماة القنابِل. ويمكنهم بناء الحصون بسرعة في وقت متأخر من اللعبة.
- الإمبراطوريّة الألمانية (قائدهم فريدرش الكبير): تمثل الحضارة الألمانية جميع ممالك أوروبا الوسطى في ذلك الزمن، لذا تبدأ الحضارة مع عربات المستوطنين اختلافاً عن الحضارات الأخرى. المدينة الأم تُخرج فقط عربات المستوطنين والتي تعادل اثنين من المواطنين العاديين، وتأتي مُكافأة معها عِبارَة فُرسانِ الأولن مع مُعظَم الشُحنات، بالإضافة إلى أنهم يمكنهم الإستيلاء على أي سفينة شحن من أي حضارة كانت. ووحداتهم الخاصة هي: المرتزقة، فُرسان الأولن، وعربة الحرب، والجنود. وأفضل ما يملكون هم: الأولن، والمناوشون.
- الدولة العثمانية (قائدهم سليمان القانوني): يستطيع اللاعب في الحضارة العثمانية إنتاج المواطنين بدون أي تَكلُفة، إلا أنه هناك عدد محدود منهم. ويمكن تسريع عملية إنتاج المواطنين عبر تطوير بناء المساجد (تُعادله الكنيسة في الحضارات الأخرى)، وتتركز قوة الجيش العثماني في المدفعية التي يملكها، إذ إنها المدفعية الأقوى في اللعبة. يفتقر الجيش العثماني إلى التنوع في الجنود المشاة، فهو يملك فقط الجنود الانكشارية، والتي تعتبر أقوى من الفُرسان. ووحداتهم الخاصة هي: الجنود الإنكشارية، والمدفعيّة الخفيفة، والمدفع السلطاني، والسباهية، والقادِس، والأئمّة. وأفضل ما يملكونه هو: الهوسار، ورماة القنابل.

### المدينة الرئيسيّة
إنّ لُعبَة عصر الإمبراطوريّات في جُزئِها الثالِث هي أوّل جزءٍ من السلسلة التي تُدخِل مفهوم «المدينة الرئيسيّة». وهيَ قوّةٌ مُستَقلّة عن المدينَة التي يتحكّم بها اللاعِب، ولا يمكن الهجوم عليها أو تدميرها. ويمكن إنشاء مراكز عدّة للمدينة الرئيسيّة وصيانتها وكل واحدة منها تدعم حضارة. وتتكوّن المدينة الرئيسيّة من خَمسِ مبانٍ يختارُ مِنها اللاعِب ما يُريد شَحنَه لمدينَته، وهذه المباني هيَ: شركة التجارة العالمية الجديدة، وأكاديميّة عسكرية، وكاتدرائية -مسجد بالنسبة للدولة العثمانية-، ومحطة تصنيع، ومرفأ. ويمكن للاعِب الوصول إلى مدينته الرئيسيّة عبر نقره على علم دولته أو عبر النقر على الكَلمة الموجودَة في رأس الصفحة. كما يُمكِنُه اختيار ما يتم شَحنُه قبل بدء اللُعبة.
أثناء اللعِب يُمكِن للاعِب أن يحصل على نقاط الخبرة -XP- مِن خلال استكمال بناء المباني أو إنشاء وحدات أو قتل للأعداء أو جمعٍ للكنوز... إلخ. وعندما يتجاوز اللاعب مقداراً معيّناً من نقاطِ الخبرة يستطيع بذلك الاستفادة من بطاقة الشحنات والحصول عليها من المدينَة الرئيسيّة، فيلزم على اللاعب تجميع نقاط الخبرة للحصول على الشحنات. ويمكن للاعِب اختيار ثلاث أنواع من البطائق هيَ: Boom مجموعة اقتصادية، وRush مجموعة عسكرية، وTurtle مجموعة دفاعية. تُضاف البطاقات القليلة الأولى التي اختارها اللاعب إلى حافظته حيث يُمكن استخدامها وقتما يحتاج إليها خلالَ اللعِب، ولاحقاً يتعيّن على اللاعب اختيار البطاقات يدوياً. ومُعظَم البطاقات متاحة لجميع الحضارات، غير أن هناك بطاقات خاصة بحضارات معينة.

### الوحدات
بُنيت الوحدات العسكريّة في اللُعبَة -كما في الأجزاء السابقة- بحسب الفترة الزمنية التاريخية في ذاك الوقت. اللاعب يستطيع جمعَ العديد من الوحدات المدنيّة والعسكرية، ويستخدمها لتوسيع وتطوير حضارته فضلاً عن شنّ حربٍ ضدّ أعدائِه أو حماية حضارته. والوحدة الأساسيّة في اللُعبة هو المُستوطِن المسؤول عن جمع الموارد وتشييد المباني من أجل تحسين الاقتصاد للحضارة. والعددُ الذي يستطيع اللاعِب التحكم به من الوحدات محدود، فلا يستَطيع اللاعِب زيادَة عددِ السُكّانِ عن 200 وحِدَة. الوحدات الأساسية كالمواطنين يتم حسابهم بـ1 من عدد السكان، ولكن الآخرين كالجنود المُشاة والفُرسان يتم حساب كُلّ واحد منهم بـ2 من عددِ السُكّان. وهناك وحدات يمكن أن تُحسب بـ7 سكان كالمدفعية. المحاربين الأصليين، والمستكشفين، والدواجن والحيوانات الرعوية، والمناطيد، والسفن الحربية، جَميعُها لا تُعدّ ضمن عدد السكان، ومع ذلك يُسمح للاعِب بإنشاء عدد مُعيّن من تِلكَ الوحدات.
الوحدات العسكريّة تُستخدم للهجوم والقتال ضِدّ الأعداء، والجنود المشاة هُم أرخص نوع من الجيش ويستخدمون العديدَ من الأسلحة بحسب عصرهم تتراوحُ بين الأقواس المستعرضة إلى البنادق الابتدائية حتّى البنادق المتقدمة. المدفعية الثقيلة أيضاً تستخدم تقنياتٍ مُتنوّعة حَسب الحُقب الزمنية، فبداية تُستخدَم المدفع و قذائف الهاون ثم إلى المدفعية الحديثة، كما يوجَد أيضاً مدافِع مُزوّدة بقاذِفات قنابِل. الجنود الخيّالة مُتواجدينَ أيضاً، وأسلحتهم تتراوَح بينَ أسلحةٍ غير باروديّة كالسيوف وبينَ أسلحةٍ ناريّة كالمسدس. والوحدةُ الجديدة التي دَخلتْ على هذه اللعبة هي المُستَكشِف، وهو مسؤول عن استكشافِ الأراضي وجمعِ الكنوز كما أنّه قادرٌ كذلك على بناءِ نقاط تجاريّة ولديه هجوم خاص؛ ولا يمكن قتل المستكشف، ولكنه يَدخُل في غيبوبةٍ ولا يستفيق منها إلا إذا كان هناك وحدات أخرى من نفس حَضارَتِه بقُربِه، ويُمكِن للاعِب دَفع فديّة لإعادَة المُستَكشِف إلى المدينَة. هُناكَ بطاقاتُ شحنٍ تزيد من فاعليّة المُستكشف في اللعبة، فمثلاً يستطيع اللاعِب تزويدَ مُستَكشفه بكلابٍ تُساعِدُه في الاستكشاف والقتال. بالإضافَة لوجودِ وحدات بحرية قادرة على الهجوم عبر تزويدها بأقواس ومدافع، وبعضها قادرٌ على جمع الموارد الغذائيّة عبر اصطياد الأسماك، في حين أن بعضاً منها قادرة على نقل الوحدات البريّة.
وقد يساعد المرتزقة اللاعِب في استيلائهم على العالم الجديد. يُذكَرُ أنّهم ليسوا مُدرّبين كما هي الحال في الجنود، ويمكن الحصول عليهم عبر شحنهم من المدينَة الرئيسيّة أو استأجارهم من الحانات مُقابِل النقود بحيث يمكن للحضارة ذاتِ الاقتصادِ القويّ توظيفَهم. مُعظم المرتزقة أقوياء، ولكن توظيفهم لا يُعطي للاعب نقاط الخبرة، لذلك لا يمكنهم أن يَحلّوا مَحلّ الجيش بشكل أساسيّ، ويمكن للمُرتَزقة التأثير على اقتصاد اللاعب إذا ما استخدمهم بشكل مفرط. كما تنتشرُ في خريطَة اللعب مجموعةٌ من القبائل الأمريكية الأصلية يُمكن للاعِب تشكيلَ تحالفٍ معهم وتدريب جنودهم، وتتراوَح أسلِحتُهم بينَ أسلحةٍ بدائيّة كالأقواسِ والسِهام وبينَ أسلحةٍ ناريّة حصلوا عليها من المُستوطنين الأوروبيين. وفيما يلي مُلخّصٌ للوحداتِ العسكريّة داخِلَ اللُعبة:
- وحدات المشاة، وتشمل على: حاملوا الرماح، والمطردون، والمُبارزون، والمرتزقة، والإنكشارية، وحامِلوا المسكيت، والمينوتمن، وقاذفوا السِهام، وحاملوا السهام الطويلة، وقوات ستريليتس، والمناوشون، والكاسادور.
- وحدات الفرسان، وتشمل على: الهوسار، والفُرسان المُدرّعون، والقوازق، والأولن، والفُرسان الرمّاحون، وفُرسان أوبريتشنيك، والصبايحية، وفُرسان المُشاة، وفرسان رُماة السِهام، وفرسان رويتز، وعربات الحرب.
- وحدات المدافع، وتشمل على: رامي القنابل، والمدفع الصغير، ومدفعيّة آبوس، والمدفع السلطاني، وقذائف الهاون، ومدفَع الكولفرين، والمدفع الثقيل، وصاروخ كنغرف، ومدفع هاوتزر.

### المباني
المباني تلعب دوراً كبيراً في اللعبة كأي لُعبَة إستراتيجيّة أُخرى، فيُمكِن للاعِب استخدامها لتدريب الوحدات المدنية والعسكريّة وتطويرِها ودعم السكان وتوفير الدفاع وإنتاج الموارد ورفع مستوى الاقتصاد. ويختلف شكل المبنى باختلاف الحُقبَة الزمنيّة، فالتصميم الهندسي للمباني مُشابهٌ لما كانت عليه في تلك الحقبة. وهناكَ حضاراتٌ لديها مباني خاصّة بها لا تظهر إلّا باختيار الحضارة المناسبة، وبعضُ المباني لا يستطيع اللاعِب بنائها إلّا في أوقات محددة وحُقبٍ مُعيّنة كالأبراج الدفاعية.
هناك أنماطٌ معماريّة مُعيّنة في اللعبة تحدد مظهر المباني. وكل حضارة لها أسلوبٌ معماريّ مختلف عن الأخرى يُحدد تلقائياً. وهناك ثلاثُ أساليب معماريّة، في أوروبا الغربية تكونُ مبانيهم على غرارِ المباني الكلاسيكية الخشبية القديمة وتتشارك الحضارة البريطانية والفرنسية والهولندية بهذه الأساليب المعمارية، وفي أوروبا الشرقية مبانيهم تتكون من الخشب والقش وتتشارك الحضارة الألمانية والروسية هذه الأساليب في اللُعبة، أما الحضارة البرتغالية والإسبانية والعثمانية -حضارات البحر المتوسط- مبانيهم مصنوعة من الإسمنت والطوب.

## القِصّة
القصة قائمة على المُهمّات التي لديها هدف مُحدّد مسبقاً كتدمير مبنى أو قتلِ أحدٍ ما، تتبّع القِصّة أسرة بلاك الوهمية عبرَ ثلاثِ فصول، وكل فصل يُعتبر حُقبَة زمنيّة أُخرى، وجميعُ تِلك الفصول ترويها إميليا بلاك. ولا يلعب اللاعِب بحضارة واحدة في طورِ القِصّة، فلكلّ حقبة معينة ولكل فصل حضارة خاصة يلعب بها. مُعظم الوحدات العسكريّة لمختلف الحضارات تتحدث الإنجليزية باستثناء المبارزون الأسبان، والفُرسان الرمّاحون الإسبانيّون، ووحدات الأولن الألمانيّة، عربات الحرب الألمانية.

### الفصل الأول: الدم
في الفصل الأول اللاعب يتولّى قيادة فرسان القديس يوحنا والتي تُمثل الحضارة الإسبانية -على الرغم من أن موقع اللعب هو في الأراضي المالطية-. كما أن هناك العديد من المناطق والمستعمرات الإسبانية تُلعب في هذا الفصل.
تبدأ القصة في نهايات القرن السادس عشر عندما هَجمَ العثمانيون في عهد السلطان سليمان القانوني على جزيرة مالطا، وكان الذي يتولى الهجوم هو الضابط العثماني شاهين النسر، بالمقابل كان المدافعون عن جزيرة مالطا من الأوروبيين يُعرَفون باسم فرسان القديس يوحنّا وكان قائدهم هو مورغان بلاك الاسكتلندي الأصل في معركة حصار مالطا عام 1565. آلين ماغنان هو الذي أمرَ مورغان أن يتصدى للعثمانيين عند سواحل الجزيرة. وعندما بدأ الهجوم وبدأ العثمانيون بإنزال جنودهم من على القوارب إلى ساحل الجزيرة المُحصّنة، صاح شاهين وهو يطالب مورغان بالاستسلام إلا أن الأخير رفض عرضه، وأصر على الدفاع عن قلعته. فقائده الأعلى منه هو الذي طلب منه أن يحمي القلعة ويبقى العثمانيين في أماكنهم حتى يأتي هو بجيش أكبر ليستطيعوا طرد العثمانيين من الجزيرة.
وهكذا كان فقد استبسل مورغان ورفاقه، ووصل آلين مع جيش كبير وقاموا بتحطيم المدافع العثمانية الضخمة، وبذلك فشل العثمانيون في أحتلال مالطا. بعد هذا الانتصار بَقِيَ على فرسان القديس يوحنّا أن يدمروا كافة المخيمات والمعاقل المتبقية للعثمانيين على الجزيرة لطردهم نهائيا، وعندما خرج العثمانيون تماماً من مالطا يكتشف مورغان وآلين أن العثمانيين كانوا يبحثون في أحد الكهوف عن شيء ما، إلا أنهم كما يظهر لم يعثروا عليه، وعندما قام جنود مورغان بالصدفة بتفجير مخازن الذخيرة العثمانية في الكهوف حطم الانفجار أحد جدران الكهف وعثروا على ما كان يبحث عنه شاهين، لقد كانت عبارة عن نقوش وكتابات هندية أثرية محفورة على الصخور، مورغان لم يفهم الغرض منها إلا أن آلين أخبره أنها تعود إلى منظمة قديمة يطلق عليها اسم حلقة أوزيز يبحثون على طريقة للخلود الأبدي، ويفهمانَ بأنّ الكتابات تشير إلى ينبوع الشباب وهوَ موجود في العالم الجديد. فأبحر مورغان من فوره عابراً الأطلنطي نحو العالم الجديد ليسبِقَ شاهين الذي لديه نفسُ الهدف. وبعد فترة من سفرهم في البحر أبصروا اليابسة إلا أنهم لسوء حظهم قد تعرضت سفنهم لهجوم من قِبل القراصنة الذين كانت تقودهم امرأة تدعى إليزابيث رامزي وتلقب بـِ ليزي، فأضطر مورغان لمحاربتهم، وبعد هزيمة القراصنة رجال مورغان يعثرون على بعض الخرائط ترشدهم إلى إسبانيا الجديدة.
وفي يوكاتان ينزل مروغان على الشاطئ ويشتبك مع شاهين من جديد في معركة يخسر فيها شاهين وتتفرق جنوده في الأدغال. وفي مكان آخر كان جنود القائد الإسباني خوان فرانسيسكو دلغادو قد أسروا شاهين وأحضروه إليه. وفي هذا العالم الجديد توجد قبيلة تدعى بالأزتك يُقال بأنهم يعرفون مكان الينبوع، لذا يتجه مورغان صوبهم وفي طريقه يعثر على بعض الدلائل التي ربما تشير إلى أن حلقة أوزيز ربما كانوا هم أيضا موجودين هنا، على أية حال يصل مورغان إلى القبيلة ويجد أنها تتعرض للهجوم من قِبل الإسبان بقيادة القائد دلغادو، لذا يقوم بحماية القرية ويطرد الإسبان منها ويقيم حلفاً مع الأزتيك. بعد انسحاب الإسبان يقف مورغان وجنوده في ساحة القرية ويكتشفونَ هُناك خريطَة كبيرة منقوشَة على البلاط فيعلمونَ أنّ الينبوع موجود في فلوريدا، فيخبرونَ آلين بالأمر ويُقرّرون التوجّه إلى هُناك. ولسوء حظ مورغان واجهته عاصفة شديدة دمرت معظم مراكبه وتمكن بصعوبة شديدة أن يحط على ساحل كوبا. وهناك التقى هناك بـِ ليزي القرصانة التي أنتصر عليها، وعقدا معاً صفقة بأنها ستحصل على جميع الذهب عند الإسبان إذا ما أوصلته وجيشه إلى فلوريدا.
وصل مورغان وجيشُه إلى فلوريدا. وهناك أبصر من بعيد المعسكر الإسباني وأيضا التقى بـِ آلين الذي قال بأنه سوف يحارب الإسبان لكي يمنعهم من الحصول على الينبوع وبَقي مورغان يُحارِب الأسبان، وفي المعركة قَتلَ مورغان دلغادو وأصبح شاهين أسيرا لدى مورغان هو وزعيم قبيلة الأزتيك. ثم يخبر شاهين مورغان بأنهم لا يريدون ينبوع الشباب بل إن كل ما يريدوه هو إبقاء حلقة أوزيز بعيداً عنه. وبعدَ أن أدرك مورغان أن آلين عضوٌ في حلقة أوزيز حرّر شاهين ولحقَ بـِ آلين.
بدأت المعركة الأخيرة والتي كانت من أشد المعارك، وانتهت بتدمير الينبوع وبمقتل آلين وأنكسار الحلقة. وفي النهاية ينتهي المشهد ومورغان يحدق بالمياه ويتسأل إن كانت هذه المياه فعلاً مميزة وتجلب لشاربها الخلود.

### الفصل الثاني: الجليد
تجري أحداث الفصل الثاني في منتصف القرن الثامن عشر، وبطلها هو جون بلاك حفيد مورغان بلاك. ليسَ لدى جون الكثير من الأصدقاء، ولديه صديقٌ هنديّ من قبيلَة الموهوك يُدعى كانياكاي. تبدأ القصة عندما خرجا معا للصيد مع مجموعة من الرجال معهم وعندما فرغوا من الصيد أتجهوا في طريق العودة إلى المعسكر الذي توجد به فرقتهم، وعندما وصلوا أدركا أنّ المُعسكَر هاجمته قبيلَةُ شيروكي فأمر جون الجميع بالإستعداد وحملِ السلاح للدفاعِ عن المُعسكر. ينتصر جون وجيشَه الصغير على المُهاجمين ويطردوهُم من المُعسكَر، ثُم يُقرّر أن يذهب ورائهم ليشُنّ هُجوماً مُضاداً عليهم، وأوصى بأن يبقى ستة من الرجال للعناية بالجرحى وأخبر عمه ستيوارت بأن يبقى في المعسكر.
بعدَ رحيل جون وفي طريقِه يكتشف أنه قد خُدِع وأن فرقةً من الجنود البريطانيين قد هاجمت المعسكر بعد أن خرج منه جون، لذا يعود بأسرع ما يمكنه إلى المعسكر ويجد أن عمّه قد أخذه هؤلاء الجنود البريطانيون وتركوا المعسكر خراباً، ويُدرِك أنّ السبب في هذا الهجوم هوَ حلقة أوزيز. ثُم يتوجّه جون ورفيقِه كانيانكاي إلى القبيلَة لينقذوها، وهُناك تُخبِرهم ناننهاكي -وهي شقيقةُ كانيانكاي - أنه قبل فترة أتى قائد بريطاني يدعى وارويك وأراد أن يغري القبيلة بواسطة الفضة والذهب مقابل ينقلبوا على جون بلاك، فلما رفضت القبيلة عرضه قام بهذا الهجوم عليهم.
يُلاحِق جون جيشَ وارويك لإنقاذِ عمّه ويقوم بالتحالُف مع الفرنسيين في حرب السنوات السبع ضد وارويك البريطانيّ، وفي إحدى المعارك وعندما تمكنوا من هزيمة جنود وارويك ودخول معسكره لم يجدوا لا ستيوارت ولا وارويك. وهُناك يلتقونَ بالكولونيل جورج واشنطن الذي يُخبِرهم أنّ وارويك ما هوَ إلّا مُتمرّد وأنّ لجيش البريطاني يسعى خلفَه أيضاً، فيقبَل جون أن يتحالَف معهم. ويذهب جون مع قوّاتِه وجيش واشنطن ويدمّرون معاً مُعسكَر وارويك في منطقة البحيرات العظمى، ويعلَمُ جون بطريقةٍ ما أنّ وارويك هوَ قائد حلقَة أوزيز وأنّه يسعى وراء جدّه ليُخبره أين يجد ينبوعَ الشباب. ينتصر جون في المعركة ويهرب وارويك تاركاً وراءه جثة ستيوارت المقطوعة الرأس فيصل الغَب في جون إلى مُنتهاه. وبعد مسيرةٍ طويلة نحو الغرب المليء بالثلوج يصل جون أخيراً إلى وارويك وحلقة أوزيز. لكن ولدهشتهم يجدون أن وارويك قد استعان بالجيش الروسي في حربه وأن هذا الجيش متجه الآن نحو الشرق. وبسبب أن الفرنسيين والبريطانيين في حرب فلا يمكن إيقاف هذا الجيش، لذا يقرر جون وصديقه أن يعتمدا خطة تقضي أن يشغل كانيانكاي الجيش الروسي حتى يتمكن جون من وضع المتفجرات والبارود على كل الممرات والطرق ليمنع عبور الجيش الروسي. ورغم أن جون نجح في ذلك إلا أن وارويك يفاجأه ويأمره بالأستسلام، إلا أن جون يفضل تفجير البارود الذي لديه ليموت ببطولة وليقتل أيضا معه وارويك وجنود وأيضاً ليمنع تقدم الجيش الروسي.
يُذكر أنّ جون بلاك كانَ قد تزوّج من شقيقَة صديقِه وبعدَ أن قُتِل أنجَبت ناناهاكي ابن جون بلاك وسمّتهُ بناثانيال بلاك.

### الفصل الثالث: الفولاذ
خلال الفصل الثالث يلعب اللاعِب بالحضارة الأمريكية والتي تُمثّل الحضارة البريطانية.
تضحية جون لم تذهب هباءً، فقد كوفئت عائلته من قبل الحكومة البريطانية ومن بعدها الأمريكية. نتيجة لذلك أصبحت عائلتهم تمتلك شركة فالكون للسكك الحديدة. ولكن عندما توفّي ناثانيال بلاك وترك ابنته إيميليا وحيدة بدأت ثروتهم وشركتهم بالتدهور وصارت في أزمةٍ ماليّة. وفي أحد الايام وبينما كانت تشرف هيَ على العمل، قابلها عجوز يدعى المعطف القديم حاولَ الكلام معها لكنّها كانت مشغولة فقد ذهبت للقاء الميجور كوبر ليُخبِرها ذاك الأخير أنّها قد ستخسرت عقدَ العمل في مدّ السكك الحديد على طوال الطريق إلى الساحل الغربي.
تمكنت إيميليا في النهاية من التغلب على الشركات الأخرى وأصبح العقد لها. وبعد أن أتمت العمل ذهبت إلى القلعة التي هي معسكر تابع للحكومة ويقيم به كوبر وسألته عن مالها لقاء عملها فأخبرها بأن الحكومة ستدفع لهم قريباً لكن الاآن عليهم أن يدخلوا جميعاً إلى المعسكر لأن الجيش المكسيكي سيهجم عليهم، وهُنك تتعرف على رجل يُدعى بيرموت مُطاردٌ من قِبَل الجيش المكسيكي. وبعد هذه المعركة وبينما كانت إيميليا تحاول الذهاب، أتى إليها بيرموت وقال لها أنه يعرف حاجتها إلى المال لذا سيعرض عليها صفقة قال لها أنه يملك منجما في الجبال وأنه يحتوي على الذهب إلا أنه لا يملك أي رجال لأستخراجه، فإذا وافقت إيميلي ورجالها على العمل لديه فسيأخذون 50% مما يجدون لكن إيميليا أرادت 70% ووافق بيرموت في الحال مما أثار شكوكها، لكنها كانت بحاجة إلى المال فاضطرت للذهاب معه لرؤية هذا المنجم. وصلا إلى الكهف، لكنهما قبل أن يدخلاه ظهرَ شقيقُ جدّتها كانيانكاي ليُحذّرها من الدخول إذ أنّ بيرموت هو قائد حلقة أوزيز. وبعدها قام كوبر ورجاله بطرد كل الأعداء الموجودين في الكهف الذين كانوا مختبئين بانتظار دخول إيميليا. وأخبرهم كانيانكاي أن بيرموت سيحاول الذهاب إلى فلوريدا إلى نفس المكان الذي حطم به مورغان ينبوع الشباب وأن عليهم أن يتبعوه.
لم تُرِد إيميليا الذهاب لاعتقادِها أنّ الينبوع مُجرّد أسطورة، لكن عندما أخبرها كانيانكاي أن هناك ذهباً يعود للسفن القديمة الإسبانية وافقت على الذهاب لفورها. وعندما وصلوا وجدوا الحلقة هناك أيضا يبحثون عن الذهب والمياه، فتمكنوا من طردهم إلا أن بيرموت قتل كوبر وهرب، فحزنت إيميليا لوفاة صديقها وتعهدت بالانتقام له. وفيما بعد يخبرها أحد الهنود المحليون أن بيرموت قد ذهب وراء قبيلة تدعى الإنكا. إذ أن هناك رواية تقول أنه بعد أن حطّم مورغان الينبوع أخذ الإنكا براميل كثيرة من المياه العجيبة وخبأؤها في قريتهم، لذا تقرر إيميليا أن تذهب وراءه. وفي طريقهم إلى هدفهم المنشود يلتقون بالقائد الإسباني بوليفار الذي يقود الثوار الأسبان ضد حكومتهم. فيساعدوه في إحدى معاركه. لذا وعرفاناً منه بالجميل يرسل معهم بعض الرجال في رحلتهم. وهكذا يكملون رحلتهم ويصلون إلى قرية الإنكا.
وعند الإنكا يفاجؤون بأن الحلقة أيضا هناك وتحاول تدمير القرية. لذا يقومون بالدفاع عنها وينجحون في ذلك. ويهرب بيرموت إلا أنه ينجح مع ذلك في أخذ عدة براميل من المياه خلال هربه إلى مقر الحلقة الرئيسي قرب هافانا. لذا تقرر إيميليا وكانيانكاي الذهاب إليه هناك. وبمساعدة بعض السفن الحربية التي أرسلتها لهم الحكومة الأمريكية يتمكنون أخيراً من ربح هذه المعركة الأخيرة والنهائية ضد حلقة أوزيز ويتمكنون من تدمير قلعتهم ودخولها. وبعد عراك قصير بين إميليا وبيرموت تفوز إيميليا حيث تقتل بيرموت. ولدهشتهم يجدون في القلعة كميات كبيرة جداً من الذهب العائد للسفن الأسبانية القديمة وهكذا تحل مشكلة المال بالنسبة لإميليا بلاك. تعود إميليا بعدها إلى موطنها وعملها. وتقابل مرة أخرى العجوز المعطف القديم ويُبدي ذاك الأخير إعجابَه بما فعلتُه إيميليا من تدميرٍ للحَلقَة. ثُم يظهرُ للاعِب أنّ ذلك العجوز ما هوَ إلّا مورغان بلاك الذي بقيَ حيّاً بسبب شربه من المياه العجيبة.

## الأصوات
تمّ تسجيلُ الموسيقى التصويرية في استيديوهات إنسمبل وهيَ من تأليفِ ستيفن ريبي ووكيفن مكميلان، وهم ذاتُهم الَذينِ ألّفا الموسيقى التصويريّة للأجزاء السابِقة بالإضافة لتأليفهم موسيقى لعبة عصر الأساطير. وقد صَدرَ قُرصُ الموسيقى في 11 نوفمبر 2005. وقال المُلحّن ستيفن ريبي: «إن اللعبة تحكي عن ملحمة كبيرة ومهمة في تاريخ الأمريكيتين، حيث تُغطي الاستعمار الأوروبي والحروب القائمة على مدى 300 سنة. لذلك وجب أن يكون هناك موسيقى تُحاكي هذه الملاحم. وباستخدام أوكسترا وجوقة كاملة تم تأليف المؤثرات التي تُحاكي قصة مورغان بلاك وحربه مع الحلقة».
يحوي قُرص الـDVD على 22 مقطوعة، وفيديو لما خلفَ الكواليس، ونسخة تجريبية من اللعبة وخمسة مقاطع أخرى حصرية.
| 1.            | "Noddinagushpa"                                   | 1:12  |       |       |       |       |       |       |       |       |       |
| 2.            | "Across the Ocean Sea"                            | 0:55  |       |       |       |       |       |       |       |       |       |
| 3.            | "Get Off My Band"                                 | 3:07  |       |       |       |       |       |       |       |       |       |
| 4.            | "Felonious Junk"                                  | 2:48  |       |       |       |       |       |       |       |       |       |
| 5.            | "Ruinion"                                         | 0:58  |       |       |       |       |       |       |       |       |       |
| 6.            | "A Pirate's Temper"                               | 1:12  |       |       |       |       |       |       |       |       |       |
| 7.            | "I, Menevero"                                     | 2:33  |       |       |       |       |       |       |       |       |       |
| 8.            | "Scruffy and Underfed"                            | 0:53  |       |       |       |       |       |       |       |       |       |
| 9.            | "Leisurely Brows"                                 | 3:16  |       |       |       |       |       |       |       |       |       |
| 10.           | "A Hot Meal"                                      | 1:05  |       |       |       |       |       |       |       |       |       |
| 11.           | "Bubble Chum"                                     | 0:49  |       |       |       |       |       |       |       |       |       |
| 12.           | "Of Licious"                                      | 2:47  |       |       |       |       |       |       |       |       |       |
| 13.           | "Rest with Us"                                    | 0:30  |       |       |       |       |       |       |       |       |       |
| 14.           | "Get Ye Sum"                                      | 3:17  |       |       |       |       |       |       |       |       |       |
| 15.           | "Where's My Uncle?"                               | 0:50  |       |       |       |       |       |       |       |       |       |
| 16.           | "Muptop"                                          | 2:56  |       |       |       |       |       |       |       |       |       |
| 17.           | "Meet These French"                               | 0:42  |       |       |       |       |       |       |       |       |       |
| 18.           | "Old Timer"                                       | 0:28  |       |       |       |       |       |       |       |       |       |
| 19.           | "Major Rewrite / General Chunks"                  | 2:50  |       |       |       |       |       |       |       |       |       |
| 20.           | "Take His Toes"                                   | 0:42  |       |       |       |       |       |       |       |       |       |
| 21.           | "Happy to You"                                    | 2:56  |       |       |       |       |       |       |       |       |       |
| 22.           | "Camels, Straws, and Backs"                       | 0:56  |       |       |       |       |       |       |       |       |       |
| 23.           | "Years in the Making"                             | 0:39  |       |       |       |       |       |       |       |       |       |
| 24.           | "LastName CraneIchabod"                           | 3:12  |       |       |       |       |       |       |       |       |       |
| 25.           | "Ludus Perditus"                                  | 1:06  |       |       |       |       |       |       |       |       |       |
| 26.           | "Niceterium"                                      | 0:52  |       |       |       |       |       |       |       |       |       |
| 27.           | "(This is Weather/Decision Are Made) End Credits" | 3:25  |       |       |       |       |       |       |       |       |       |
| المدة الكلية: | المدة الكلية:                                     | 46:56 | 46:56 | 46:56 | 46:56 | 46:56 | 46:56 | 46:56 | 46:56 | 46:56 | 46:56 |

## التطوير

### الميزات التقنية
بُنيت اللُعبة على مُحرّك بانغ وهوَ ذاتُه الذي بُنيت عليه لُعبة عصر الأساطير. وأحد الميّزات الجديدَة في اللُعبة هيَ إدراج المحرك المُحاكي هافوك إلى نسخة الويندوز ومُحرّك فيزيائي مُماثِل لنُسخة الماك. هذين المحركين يُعطيان الواقعية في اللعب كطريقة تساقط شظايا المباني المهدمة من طلقات المدافع وخروج نيران ولهيب من المباني المتضررة. والميزات الرسومية الأخرى تشمل الإضاءة والظل.

### تاريخ الإصدار
بعد الإعلانِ عن اللُعبَة في 4 يناير 2005 صَدرَ الإصدار التجريبيّ في 7 سبتمبر 2005. حَمل الإصدار التجريبي نبذةً مُختصرَة عن اللُعبة، فعرض الميّزات الجديدة، وسَمح للاعِب بلعب اثنين من الخرائط هي تكساس ونيو إنجلاند مع إمكانيّة اللعِب بحضارتين هُما البريطانية والإسبانية، بالإضافة إلى مجموعة أخرى من التعديلات. وقد تمّ تحديث الإصدار التجريبيّ تزامُناً مع إطلاق اللعبة في 22 سبتمبر 2005.
صَدرت اللُعبة في 22 سبتمبر 2005 وكانَ هُناكَ إصدارَين مُتوفّرين، شَمِل الإصدار القياسيّ قُرصَ اللُعبَة ودليل اللعب. أمّا الإصدارُ الآخر شَمِل على عرضٍ تقديميّ يتضمّن الموسيقى التصويرية الرسمية، ومُستندات تَخُصّ اللُعبة، وكتاب بعنوان فن الإمبراطوريّات، وقُرص DVD بِعنوان صناعَة عصر الإمبراطوريّات 3. ثم تَبِعه إصدار جديد بإصلاح الأخطاء الطفيفة في اللعبة أو إضافة ميزات جديدة.
أصدرتْ استيديوهات إنسمبل حزمة توسيعية في 17 أكتوبر 2006 تُسمى عصر الأمبراطوريات 3: قادة الحرب. يستطيع اللاعِب في هذا الإصدار اللعِب بثلاث حضارات جديدة من سُكان أمريكا الأصليين وهم: قبلية الإيروكواس، وقبلية سايوكس، وقبيلة الآزتيك. وأُضيفت خرائطُ جديدَة في هذا الإصدار وأسلوبُ اللعِب الثوري الذي يُمكّن اللاعبين من إشعال ثورة في مدينَتهم الرئيسيّة والبدء والتخطيط لانقلابٍ عسكريّ. واُصدرت الحزمة الذهبية التي تحمل كل من الإصدار الأول للعبة والإصدار الثاني في 23 أكتوبر 2007.
وجاءَ الإعلانُ عن الحزمة التوسيعية الثانية للعبة والذي يحمل اسم عصر الأمبراطوريات 3: السلالات الآسيوية في 18 مايو 2007. وتم إضافة ثلاث حضارات آسيوية يستطيع اللاعِب اللعب بها هي: الحضارة الهندية، والحضارة اليابانية، والحضارة الصينية. وهي من تطوير استيديوهات إنسمبل واستديوهات بيج هيوج جيمز. وأطلقت هذه الحزمة في 23 أكتوبر 2007.
صَدرت نسخة الماك من اللعبة في 13 نوفمبر 2006 من توزيعِ شركة ماكسوفت، وتَبِعتها الحُزمة التوسيعية الأولى في 18 يونيو 2007.

## التقييم
| استقبال |        |
| --- | ------ |
| الدرجات الإجمالية المجموع نقاط غيم رانكينغز 82% [ 22 ] ميتاكريتيك 81% [ 23 ] نتائج المراجعة نشرة نقاط 1أب.كوم B- [ 24 ] غيم ريفولوشن B- [ 25 ] غيم سبوت 8.2/10 [ 26 ] غيم سباي 5/5 [ 27 ] غيم زون 9.5/10 [ 28 ] آي جي إن 8.8/10 [ 29 ] بي سي غيمر (الولايات المتحدة) 91% [ 22 ] فيديو غيمر.كوم 8/10 [ 30 ] |        |
| الدرجات الإجمالية |        |
| المجموع | نقاط   |
| غيم رانكينغز | 82%    |
| ميتاكريتيك | 81%    |
| نتائج المراجعة |        |
| نشرة | نقاط   |
| 1أب.كوم | B-     |
| غيم ريفولوشن | B-     |
| غيم سبوت | 8.2/10 |
| غيم سباي | 5/5    |
| غيم زون | 9.5/10 |
| آي جي إن | 8.8/10 |
| بي سي غيمر (الولايات المتحدة) | 91%    |
| فيديو غيمر.كوم | 8/10   |

حصلت اللعبة على تقييماتٍ إيجابيّة من قِبلَ النُقّاد والمراجعين. وتلقت اللعبة ما متوسطه 82% وفقاً لتصنيفات موقع غيم رانكينغز. وقد حصلت اللعبة على المرتبة الثامنة في أكثر الألعاب مبيعاً في العالم لمنصة الـPC عام 2005. وبيعَت أكثر من مليوني نُسخة بحلولِ شهر مايو 2007. قال موقع جيم سباي: «اللُعبَة رفعت سقف المُقارنة بينها وبين الألعاب الإستراتيجيّة الأُخرى، وسوف تبقى تُقارَن هذه اللعبة بالألعاب المستقبلية لسنوات». وعلق موقع آي جي إن كذلك وقال: «إن عصر الأمبراطوريات 3 لعبة رائعة ومفيدة ومصنوعة بشكل جيد». كما علّق موقع جيم ريفولوشن في تقييمة: «عندما تلعب فيها تشعر بأنك تقرأ في كتاب تاريخ، فهي تجمع بين المرح والفائدة». في حين علّق موقع جيم زون: «لن تندَم أبداً على شِرائها».

### المؤثّرات البصريّة
أُعجِبَ النُقّاد برسوماتِ اللعبة. وفي معاينتهم قالَ موقع IGN: «لدينا لعبَة مُمسكة بجميع تفاصيل الرسوميات». كما قال موقع 1أب.كوم : «إن اللعبة واحدة من أكثر الألعاب جمالاً وعندما تضعها على حاسوبك لن تمل من لعبها أبداً». كما وافقَ موقع جيم سباي على هذا: «إن الرسوميات في اللعبة لا مثيل لها في أي لعبة إستراتيجية أُخرى». ومنح الموقع اللعبة جائزة أفضل رسوميات.

### المؤثرات الصوتية
علّق النقّاد أيضاً على الأصوات في اللعبة حيثُ أثنى موقع جيم زون على المؤثرات الصوتية: «ستشعر بالانفجارات التي تُحْدثها المدافع وإطلاق زخات الرصاص من البنادق وتدمير المباني، كل تلك الأصوات تبدو واقعية جداً وتجعل اللعبة كانها لعبة حية». وموقع يوروجيمر قال: «الأصوات في اللعبة مذهلة». في حين ذكر موقع جيم رفولوشين: «الأصوات المحيطية والموسيقى التصويرية، جميعها تعمل معاً لخلق بيئة يشعر اللاعِب من خلالها بالاستعمار الأوروبي».

### أسلوب اللعب
انقسمت آراء المُقيّمين حول أسلوب اللعب، قال موقع غيم سبوت: «اللعب فيها بالطريقة الكلاسيكية العادية وهذه طريقة تقليدية». واتفق معه موقع جيم سباي: «أسلوب اللعب ليسَ شيئاً جديداً، والتمثيل الصوتي رائع». وأشادَ موقع IGN بالقصّة جيثُ قال: «إن القصة جميلة ومكونة من 24 مهمة متنوعة ومصممة بشكل جيد». وموقع يوروجيمر قال: «قصة اللعبة تفتقر للأصالة على الرغم من أنها مكتوبة بشكل جيد ومصاغة بإبداع. وهي تقدم نفس النوع من التحديات في جميع الألعاب الإستراتيجيّة التي عرفناها منذ سنوات». وموقع جيم رفولوشين لم تُعجِبه القِصّة أبداً وقام بمقارنتها مع الجزء السابق لها وقال: «إن القصة في الواقع مخيبة للآمال، اللعبة تجنبت كل القضايا الشائكة والمهمة كالمجازر الجماعية التي حصلت ومسألة العبودية وتوجهت إلى قصة عائلة بلاك للبحث عن أسطورة مياه الخلود!».

### اللعب الجماعي
عصر الأمبراطوريات 3 هي الجزء الأول من السلسلة التي يتم ربطها مع اللعب المتعدد مثلها مثل ميزة المدينَة الرئيسيّة. وقال موقع جيمزون عن ميزة تعدد اللاعبين: «هذه اللعبة تَتطلّب تعدُد اللاعبين، واستيديوهات إنسمبل توفر هذا لهم». وقالَ موقع 1أب: «لقد تم دعم تعددية اللاعبين بشكل ملحوظ مع كثيرٍ من الميّزات الكثيرة». وعلّق جيم سباي على ميزة المدينة الرئيسيّة: «إن ميزة المدينَة الرئيسيّة تَخلُق على المدى الطويل عمقاً وإستراتيجية في اللعب». ومع ذلك كانت تِلك النُقطَة سلبيّة في تقييم موقع يوروجيمر: «أوقفوا الهدايا! لا يحتاج اللاعِب للمدينة الرئيسيّة ليفتَحها كُل بضع دقائق للحصول على وحدات مجانية أو موارد، يستطيع اللاعبون فعل هذا بأنفُسِهم. نحن لسنا أطفالاً مُدلّلين بحاجةٍ لهدايا المدينَة الرئيسيّة».

### الجوائز
قدّم موقع جيم سباي جائزتين للعبة وهي جائزة أفضل لُعبة إستراتيجية لعام 2005 وجائزة أفضل رسومات. وبشكلٍ عام، فقد أعجبتُه اللعبة وأعطاها 5/5 مع الإشادَة للرسومات وميزة تعدد اللاعبين. وكانت اللعبة خامس أفضل الألعاب لعام 2005 في الموقع. وحصلت اللعبة على شهادة تكريم honorable من فئة «أفضل موسيقى». وقد حصلت اللعبة على جوائر أُخرى كجائزة الإستحقاق من موقع جيمزون.
وكتبت ياهو تقرير عن اللعبة. ومثل جيم سباي، فقد مدحت ياهو التأثيرات الرسومية والفيزيائية وقالت بأنها جميلة للعين. وكلّاً من ياهو ويوروجيمز شعروا بخيبة أمل بسبب الأسلوب التقليدي القائمة عليه اللعبة مع عدم وجود تشكيلات وتكتيكات جيدة، وعَنوا بأن اللعبة لا تصمد أمام غيرها من الألعاب الإستراتيجية الحديثة. وقد أضاف يوروجيمز في تقييمه النهائي أن الشحنات في المدينة الرئيسيّة ليس لها داعٍ، وذلك بسبب الكنوز المنتشرة في جميع أنحاء الخريطة وهذه طرق صبيانيّة سخيفة لمحاولة إكمال النقص في اللعبة. ورغم ذلك فقد اعترف موقع يوروجيمز أن فريق استيديوهات إنسمبل كان شجاعاً جداً لتجربة «شيء مختلف تماماً» عن باقي الألعاب الإستراتيجية وهو مفهوم المدينَة الرئيسيّة.

## روابط خارجية
- أيج أوف إمبايرز 3 على موقع IMDb (الإنجليزية)

## وصلات خارجيّة
- الموقع الرسمي.
- موقع مُجتمع اللاعبين.